# Electrotechnische Vereeniging

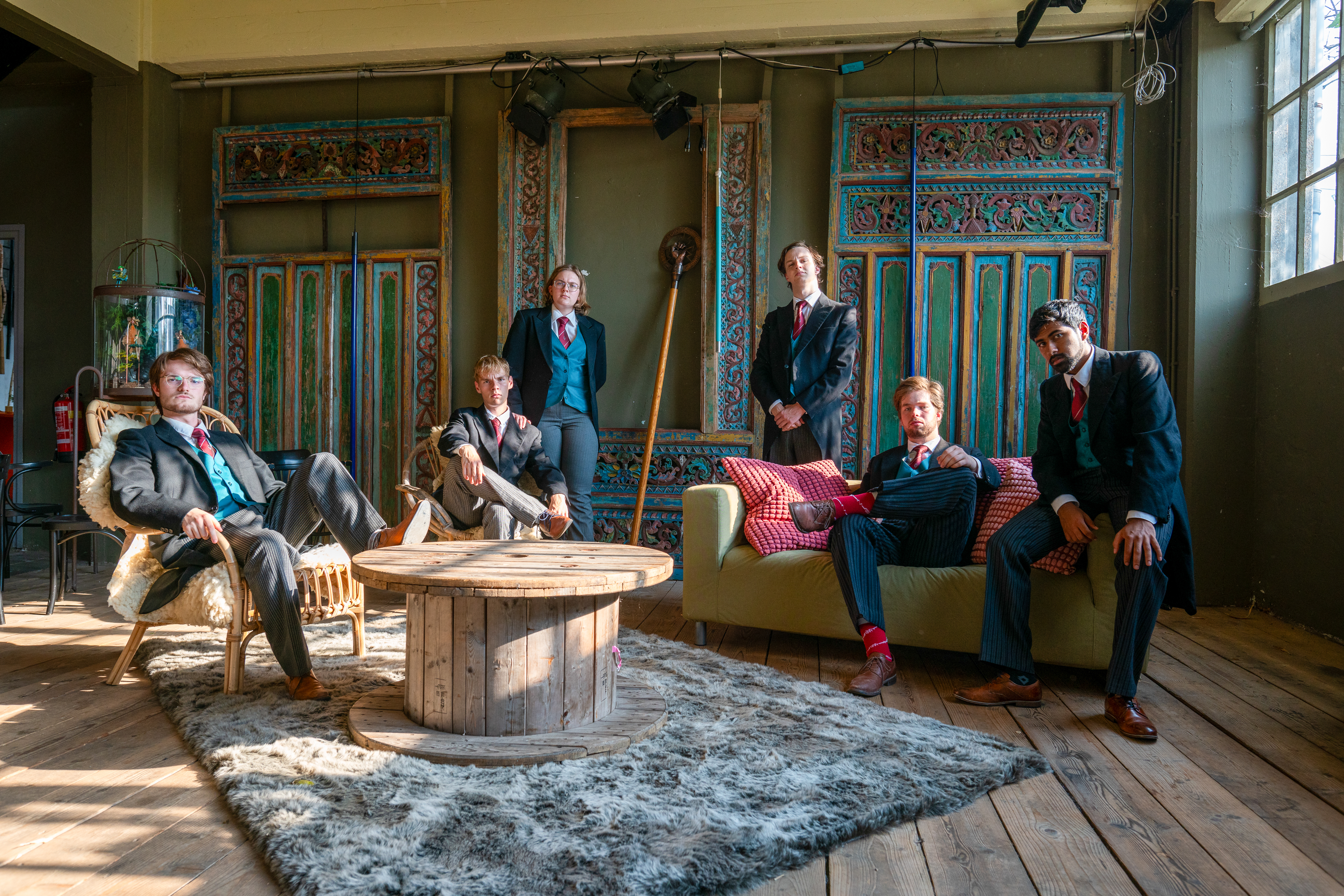
Het 153ste Bestuur der Electrotechnische Vereeniging

De Electrotechnische Vereeniging (afgekort tot ETV) is de studievereniging voor studenten Elektrotechniek aan de Technische Universiteit Delft. De vereniging is opgericht in 1906 en heeft als doelstelling het behartigen van belangen voor de studenten Elektrotechniek aan de TU Delft, en het bevorderen van de elektrotechnische wetenschap in het algemeen.

## Ontstaansgeschiedenis
In 1905 hield de Polytechnische School te Delft op te bestaan om over te gaan in de Technische Hoogeschool. Ter gelegenheid hiervan werd een aantal nieuwe studierichtingen ingesteld, waaronder Elektrotechniek. De nieuwe studie ressorteert onder de Afdeling der Werktuigbouwkunde, Scheepsbouwkunde en Electrotechniek.
De ETV wordt bijna een jaar later opgericht als dispuut van de werktuigbouwkundige studievereniging Gezelschap Leeghwater. Na een jaar telt de vereniging 81 leden. Erkenning van de vereniging door H.M. Koningin Wilhelmina volgt in 1913. In 1919 wordt de zelfstandige Afdeling der Electrotechniek opgericht en maakt ook de ETV zich los van het Gezelschap Leeghwater.
In 1964 was de ETV een van de oprichters van de 'Eurielec' (sinds 1986 EESTEC), de Europese vereniging van studenten aan elektrotechnische opleidingen.

## Maxwell
De ETV brengt vier keer per jaar haar verenigingsblad uit, de Maxwell. Elke editie komt uit aan het eind van ieder kwartaal van het academische jaar van de TU Delft. De Maxwell bevat artikelen met betrekking tot de elektrotechniek en verenigings-gerelateerd nieuws. Het blad is vernoemd naar de Schotse natuurkundige James Clerk Maxwell.

## Bekende oud-leden
- Jens Arnbak
- Cornelis Lodewijk van der Bilt
- Henderikus Bernardus Boerema
- Gerhard Joan Elias

- Clarence Feldmann
- Herman S. Hallo
- Hans van Nauta Lemke
- Henri Nolen

- Frans Otten
- Gerardus Jacobus van Swaaij
- Jan Thierens
- Theodoor Philibert Tromp